# چوآنوما
چوآنوما کوهی از کوه‌های آند پرو است. این کوه که بلندای آن به نزدیکی ۵٬۴۰۰ متر (۱۷٬۷۱۷ فوت) می‌رسد، در منطقه ارکیپا، استان کاستیا، بخش چاچس جای گرفته‌است. چوآنوما در جنوب شرقی کوه هوآناکاگوا در دره‌ای به نام پونکوهوایکو قرار دارد که جریان آن به چاچس می‌رود. 